# XGN
XGN is een Nederlandse site met nieuws en artikelen over computerspellen, films, televisieprogramma's en technologie. XGN is grotendeels een nieuwssite, maar publiceert ook andere artikelen, waaronder recensies, reportages en interviews.
De doelgroep van XGN zijn jongvolwassen mannen. Met een gemiddelde bezoekersleeftijd van 20 jaar, waarvan 90 procent man is, richt de website zijn artikelen vooral op deze doelgroep.

## Geschiedenis
In 2005 richtten Hugo Welkers en Rob Ottens de gamewebsite 360nieuws.nl op. In september 2006 werden de sites 360nieuws.nl, ps3nieuws.nl en wiinieuws.nl samengevoegd onder een dak, dat de naam XGN kreeg. Tot 2011 richtte de site zich exclusief op consolespellen. Daarna werden ook artikelen over andere soorten games, zoals spellen voor pc's en handhelds op de website geplaatst.
Deze uitbreiding werd verder doorgezet, wat er uiteindelijk in resulteerde dat XGN in 2013 zich ook ging richten op andere entertainmentsectoren, zoals film en televisie.
Tot 2014 was Hugo Welkers hoofdredacteur. In mei van dat jaar nam Rox van der Helm de functie over.